# Elchingen
Elchingen – miejscowość i gmina w Niemczech, w kraju związkowym Bawaria, w rejencji Szwabia, w regionie Donau-Iller, w powiecie Neu-Ulm. Leży około 10 km na północny wschód od Neu-Ulmu, nad Dunajem, przy autostradzie A7 i A8.

## Polityka
Wójtem gminy jest bezpartyjny Joachim Eisenkolb, jego poprzednikiem był Anton Lang, rada gminy składa się z 20 osób.
|      | CSU | SPD | UF WG | DG Oberelchingen | FW | Die EULE Elchinger Umweltliste | Razem |
| 2008 | 7   | 2   | 3     | 3                | 3  | 2                              | 20    |
| 2002 | 7   | 2   | 3     | 3                | 3  | 2                              | 20    |